# Marcinkowo (Purda)
Marcinkowo (deutsch Alt Mertinsdorf, 1939 bis 1945 Alt Märtinsdorf) ist ein Ort in der polnischen Woiwodschaft Ermland-Masuren. Es gehört zur Gmina Purda (Landgemeinde Groß Purden) im Powiat Olsztyński (Kreis Allenstein).

## Geographische Lage
Marcinkowo liegt im Westen der Woiwodschaft Ermland-Masuren, 16 Kilometer südöstlich der Kreis- und Woiwodschaftshauptstadt Olsztyn (deutsch Allenstein).

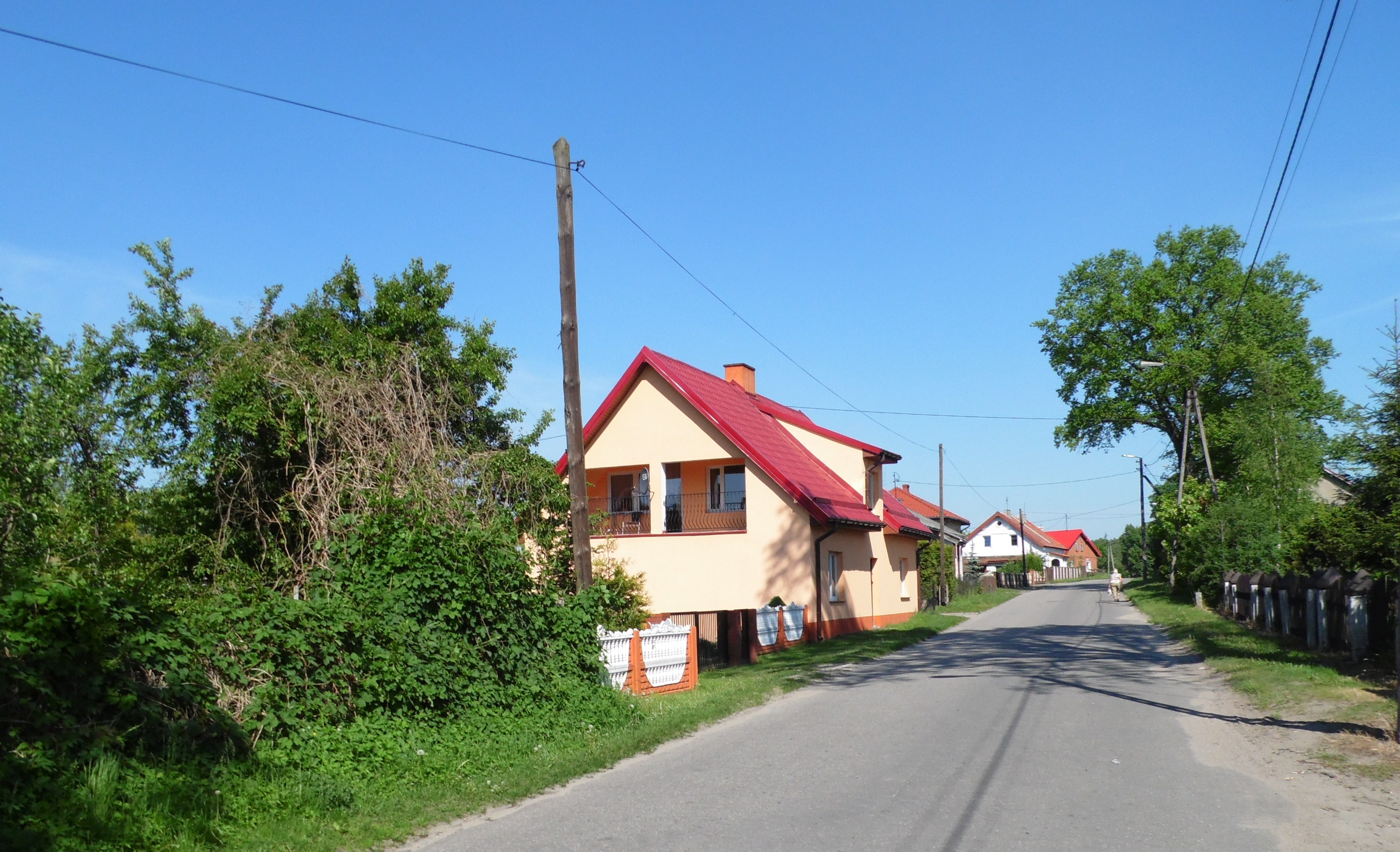
Dorfstraße in Marcinkowo

## Geschichte
Das einstige Mertensdorf und bereits vor 1785 Mertinsdorf genannte Dorf wurde im Jahre 1380 gegründet. Nach 1785 erhielt es den Zusatz zum Namen Alt Mertinsdorf.
Die Landgemeinde Alt Mertinsdorf war zwischen 1874 und 1945 in den Amtsbezirk Purden (polnisch Purda) im ostpreußischen Kreis Allenstein eingegliedert. Im Jahre 1910 zählte Alt Mertinsdorf 399 Einwohner.
Am 30. September 1929 wurde das Forsthaus Masuchen (1938 bis 1945 Finkenwalde, polnisch Mazuchy) nach Alt Mertinsdorf eingemeindet. In der so  vergrößerten Gemeinde waren im Jahre 1933 doch nur noch 385 Einwohner gemeldet.
Aus nicht weiter bekannten Gründen wurde Alt Mertinsdorf am 24. Dezember 1939 in „Alt Märtinsdorf“ umbenannt. Im gleichen Jahre zählte das Dorf 344 Einwohner.

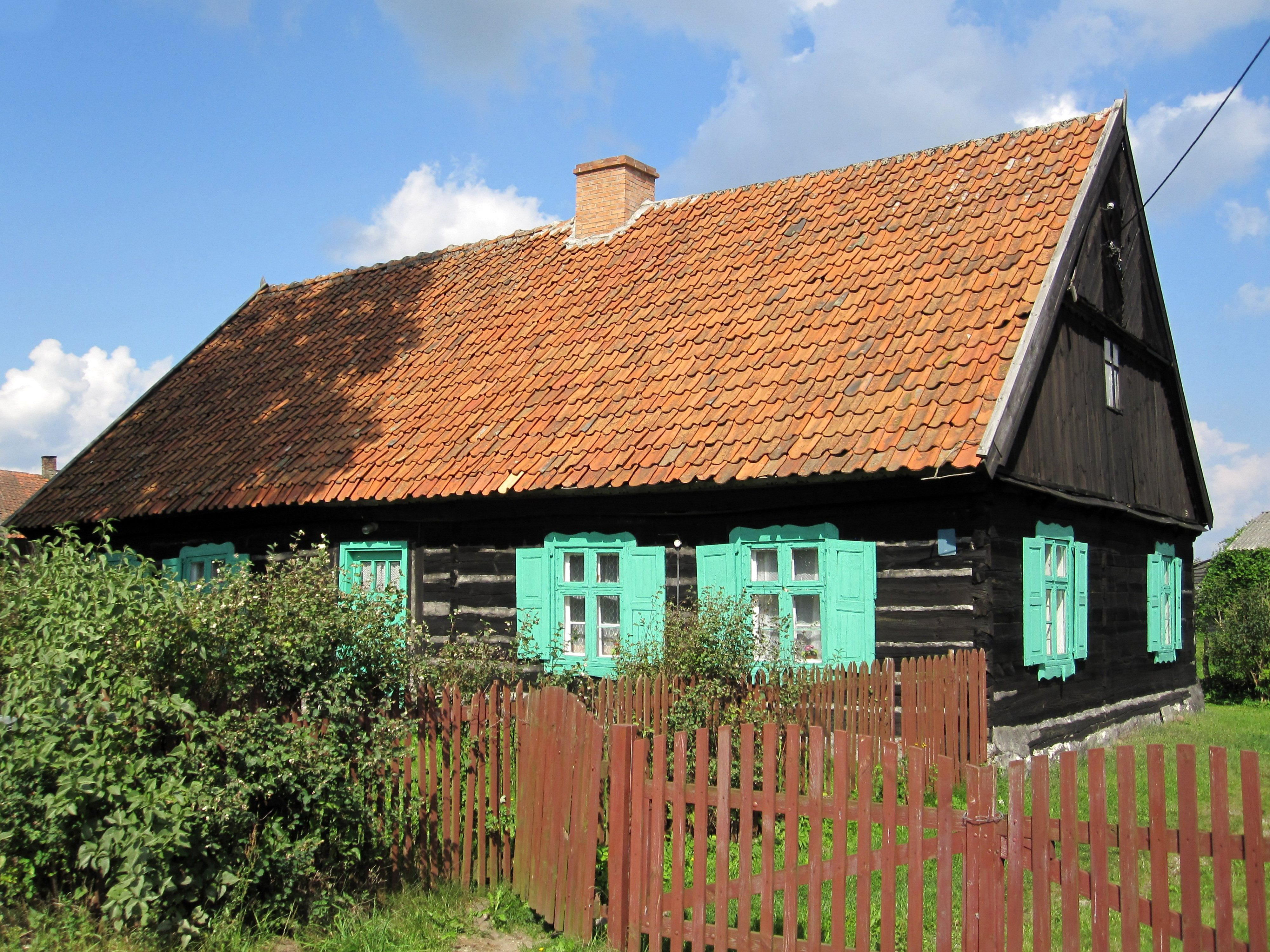
Altes Holzhaus in Marcinkowo

Als 1945 in Kriegsfolge das gesamte südliche Ostpreußen an Polen abgetreten werden musste, war auch Alt Märtinsdorf davon betroffen. Das Dorf erhielt die polnische Namensform „Marcinkowo“. Zwischen 1946 und 1954 bestand eine Gmina Purda, die dann aber strukturellen Änderungen weichen musste. Heute ist Marcinkowo eine Ortschaft im Verbund der Landgemeinde Purda (Griß Purden) im Powiat Olsztyński (Kreis Allenstein), bis 1998 der Woiwodschaft Olsztyn, seither der Woiwodschaft Ermland-Masuren zugehörig. Im Jahre 2011 waren in dem Dorf 531 Einwohner registriert.

## Kirche

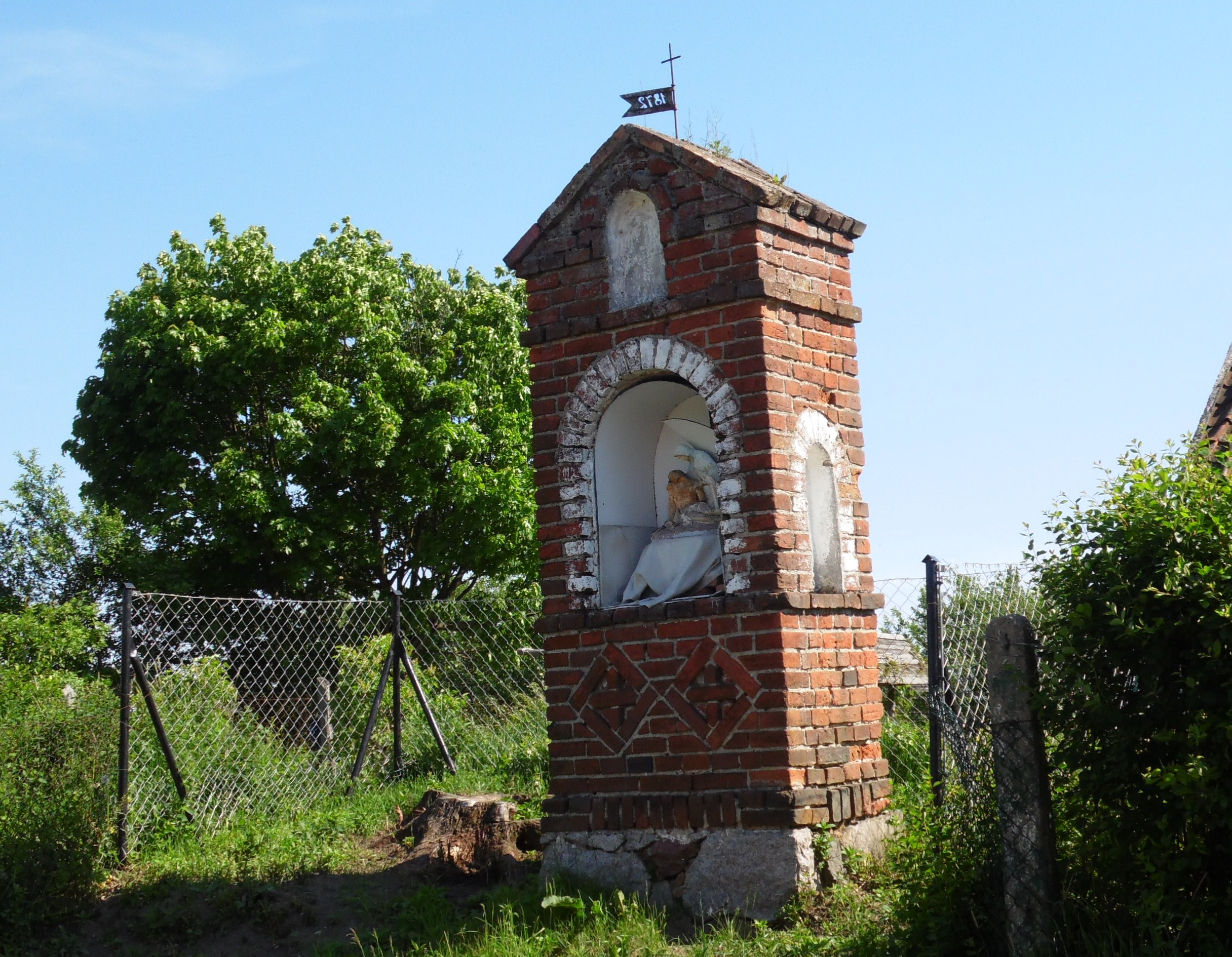
Bildstock von 1872 in Marcinkowo

Bis 1945 war Alt Mertinsdorf resp. Alt Märtinsdorf in die evangelische Kirche Allenstein in der Kirchenprovinz Ostpreußen der Kirche der Altpreußischen Union, außerdem in die römisch-katholische Erzengel-Michael-Kirche in Groß Purden (polnisch Purda) im damaligen Bistum Ermland eingepfarrt.
Heute gehört Marcinkowo katholischerseits weiterhin zur Pfarrei in Purda, die jetzt dem Erzbistum Ermland zugeordnet ist. Evangelischerseits sind die Einwohner zur Christus-Erlöser-Kirche Olsztyn hin ausgerichtet, die zur Diözese Masuren der Evangelisch-Augsburgischen Kirche in Polen gehört.

## Verkehr
Marcinkowo ist über einen Abzweig beim ehemaligen Forsthaus Masuchen (polnisch Mazuchy) unmittelbar an die polnische Landesstraße 53 (frühere deutsche Reichsstraße 134) angeschlossen. Eine Nebenstraße, die von Purda (Groß Purden) kommend nach Nowa Wieś (Neu Bartelsdorf) führt und dabei die DK 53 kreuzt, verläuft ebenfalls durch Marcinkowo.

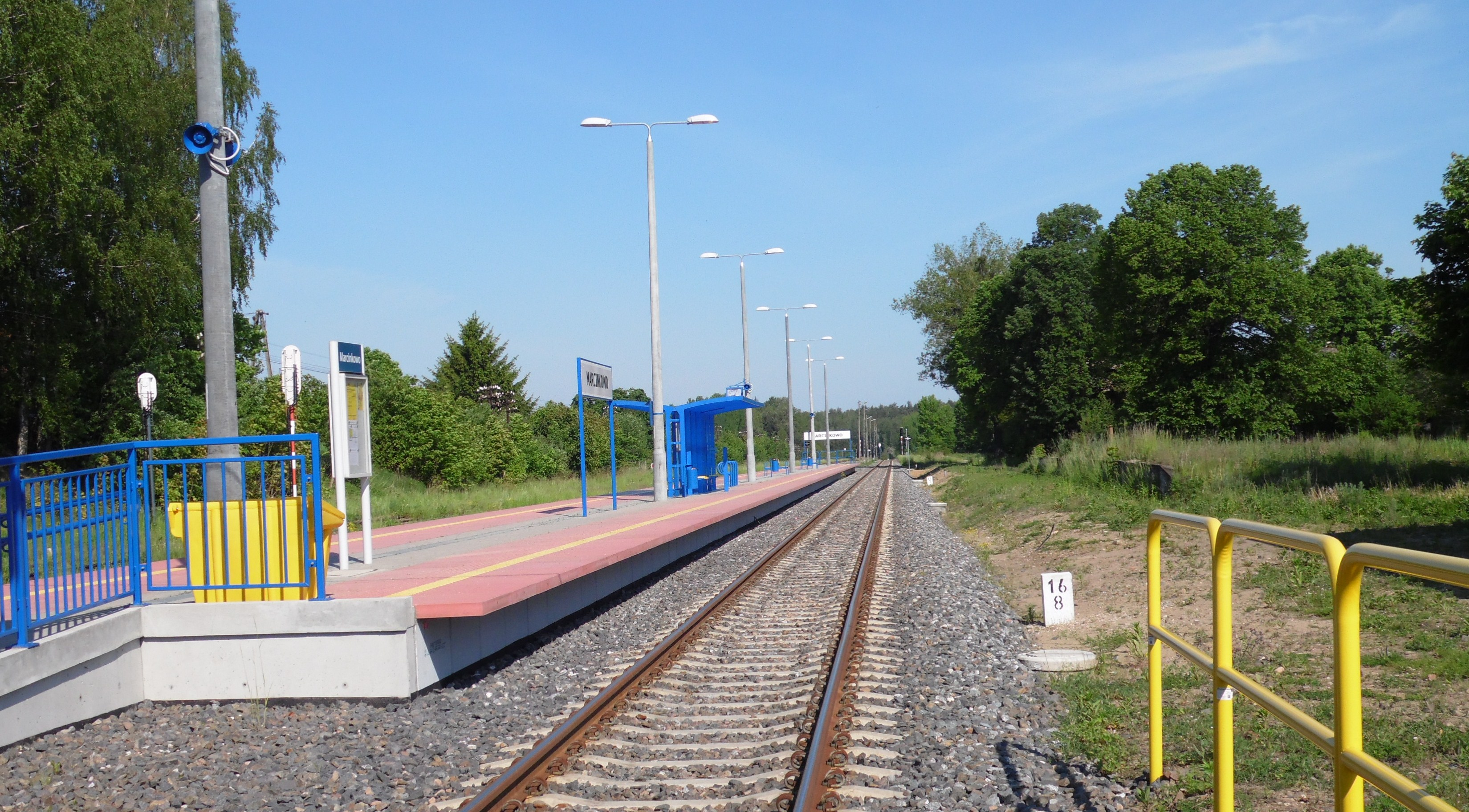
Die Bahnstation Marcinkowo an der PKP-Linie 219

Im Jahre 1883 erhielt das damalige Alt Mertinsdorf eine Bahnstation, die bis 1938 Mertinsdorf, 1938 bis 1945 Märtinsdorf und seither Marcinkowo hieß. Sie war und ist ausgelegt für Personen- und Güterverkehr. Heute liegt sie an der PKP-Linie 219: Olsztyn–Ełk (deutsch Allenstein–Lyck).